# Tomás II, Conde de Piamonte

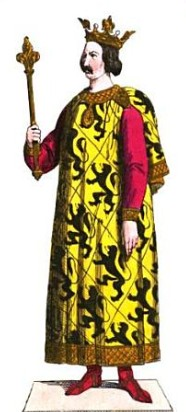

Tomás II (1199, Montmélian-1259, Chambéry) Conde de Piamonte desde 1233 hasta su muerte, Conde de Flandes jure uxoris (por derecho de su esposa) desde 1237 hasta 1244, y regente del Conde de Saboya desde 1253 hasta su muerte, mientras que su sobrino Bonifacio I de Saboya luchaba en el exterior.
En 1233, cuando Tomás I de Saboya murió, Tomás, siendo el segundo hijo, heredó solamente el señorío de Piamonte, que más tarde lo convirtió en condado. Los historiadores y los genealogistas lo llamado “Tomás II de Saboya” para distinguirlo de los otro Tomases de la Casa de Saboya.
Se casó con Juana de Constantinopla, condesa de Flandes y Hainaut, hija del emperador latino Balduino I de Constantinopla, en 1237. Esta unión no dio descendencia porque Juana murió el 5 de diciembre de 1244.
Tomás contrajo segundo matrimonio con Beatriz di Fieschi, sobrina del papa Inocencio IV. De su unión nacieron seis hijos:
- Tomás III de Piamonte su sucesor y pretendiente al trono como Conde de Saboya
- Amadeo V de Saboya quién heredó Saboya
- Luis (1250-10 de enero de 1302), Barón de Vaud
- Leonor (muerta el 6 de diciembre de 1296), casada en 1270 con Luis I de Beaujeu
- Margarita (muerta en mayo de 1292)
- Alicia (muerta el 1 de agosto de 1277)

Tomás tuvo por lo menos tres hijos ilegítimos.
Aunque era el hermano de Amadeo IV de Saboya, nunca llegó a ser conde de Saboya porque falleció antes que su sobrino, que murió sin hijos. Aunque Tomás tuvo hijos, tras la muerte de Bonifacio I de Saboya, los tíos restantes, hermanos de Tomás, gobernaron el condado de Saboya. El hijo mayor de Tomás, Tomás III, su heredero, nunca heredó Saboya y fue pretendiente a su trono sin éxito. Sin embargo, le sucedió Felipe I de Saboya, el único hermano de Tomás que aún vivía, y dejó como heredero a Amadeo, el segundo hijo de Tomás, al trono de Saboya, rompiendo la línea genealógica del primogénito al trono.